# Annie Lennox
Ann Lennox (Aberdeen, Escocia, 25 de diciembre de 1954), conocida como Annie Lennox, es una cantante, compositora y activista británica. Inició su carrera a finales de la década de 1970 en la banda de rock The Tourists, junto con su colega David A. Stewart y otros miembros. Tras el breve paso por esta se alió con Stewart para formar Eurythmics, uno de los dúos musicales más reconocidos durante la década de 1980. Lennox y Stewart, fueron incluidos en el Salón de la Fama de los Compositores en 2020, y  en el Salón de la Fama del Rock and Roll en 2022.
Lennox inició su carrera en solitario en 1992 con su álbum debut Diva, del cual salieron los sencillos de éxito: «Why», «Little Bird» y «Walking On Broken Glass», entre otros. Ha lanzado cinco álbumes de estudio y un único álbum recopilatorio: The Annie Lennox Collection, en 2009. Ha recibido ocho premios BRIT, siendo la artista femenina con más galardones. En 2004 ganó el Globo de Oro y el Óscar en la categoría de mejor canción original por «Into the West», escrita especialmente para la banda sonora de la película El Señor de los Anillos: el retorno del Rey.
Además de su carrera como cantante, Lennox  es una activista política y social. Ha emprendido campañas relacionadas con obras de caridad para el África y de conciencia del VIH. También manifestó estar en contra del uso de la canción «I Saved the World Today» -grabada por Eurythmics en 1999- en la campaña electoral de la ministra de asuntos exteriores israelí, Tzipi Livni, en 2009.[cita requerida]
Conocida por ser un icono pop, por su profundo registro vocal de contralto y por sus extravagantes presentaciones en vivo, Lennox fue considerada como «la mejor cantante viva de soul blanco» por VH1 y fue incluida en la lista de «Los 100 vocalistas más grandes de todos los tiempos» por la revista Rolling Stone. También ha sido considerada como «la cantante británica de mayor éxito» en la historia musical de aquel país por su éxito comercial a nivel mundial desde principios de 1980. Tras vender más de ochenta millones de discos en todo el mundo -incluido su trabajo con Eurythmics- está considerada una de las artistas más exitosas de todos los tiempos.

## Biografía
Annie Lennox nació el día de Navidad de 1954 en el hospital de maternidad Summerfield, en Aberdeen, hija de Thomas A. y Dorothy Lennox (de soltera Ferguson). El color original de su pelo es castaño claro.[cita requerida] En los 70, Lennox obtuvo una plaza en la Royal Academy of Music en Londres, donde estudió flauta, piano y clavicémbalo durante tres años. Vivía de una beca y tenía empleos a tiempo parcial para conseguir dinero extra. Lennox era infeliz en la Royal Academy y pasaba el tiempo preguntándose qué otra dirección podía tomar. El informe final del profesor de flauta de Lennox afirmó: «Ann no siempre ha estado segura de hacia dónde dirigir sus esfuerzos, aunque más tarde ha estado más comprometida. Es muy, muy capaz, sin embargo». Dos años después, Lennox informó a la academia: «He tenido que trabajar como camarera y como empleada de una tienda para mantenerme cuando no estaba practicando música». También tocó y cantó con unas cuantas bandas, como Windsong, durante el curso. En 2006, la Royal Academy la hizo miembro honorario. Ese mismo año Lennox también pasó a ser miembro honorario del Real Conservatorio de Escocia.

## Carrera musical

### 1976–1990: Dragon's Playground, The Tourists y Eurythmics

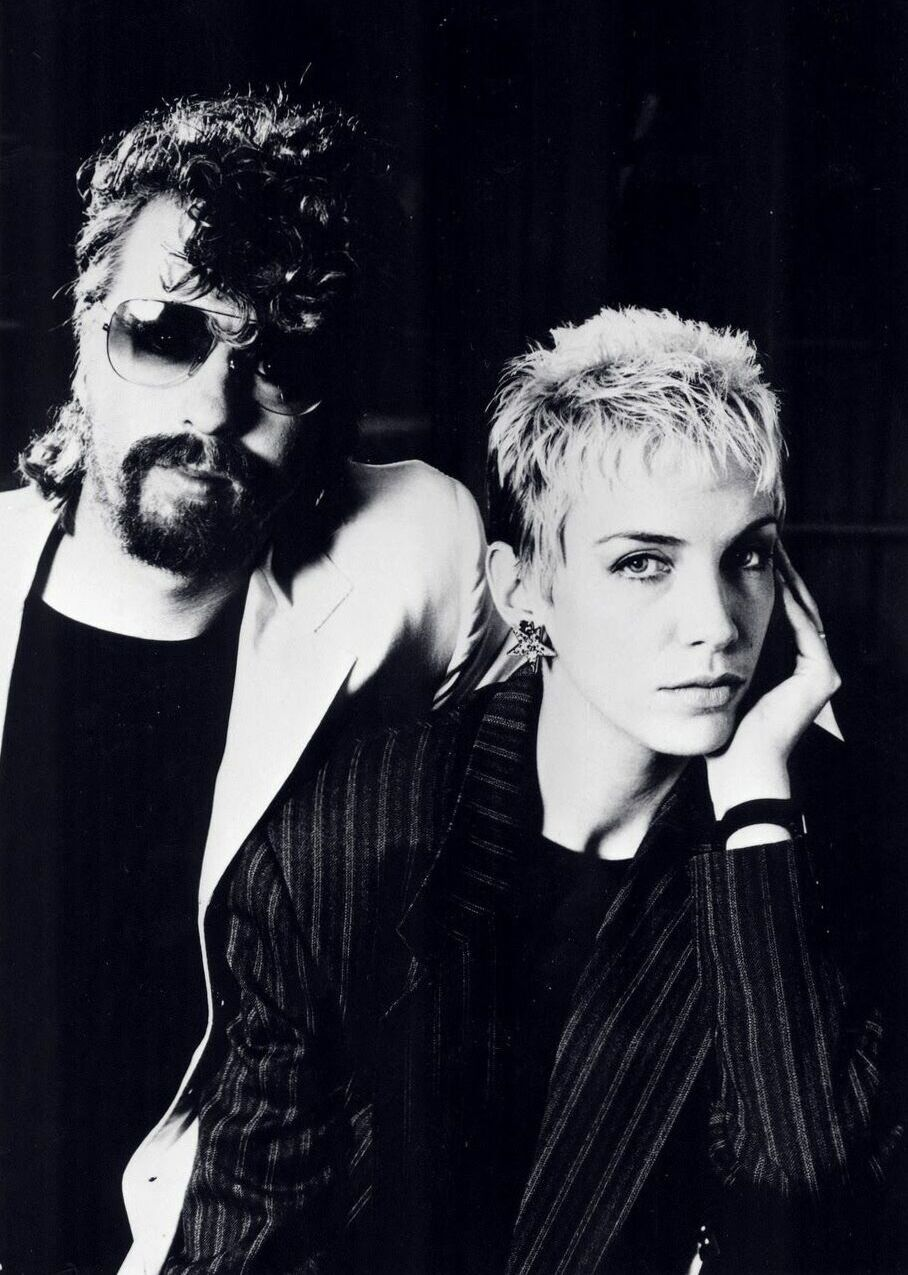
Lennox (derecha) con Dave Stewart como parte del dúo musical Eurythmics en 1985.

En 1976, Lennox tocaba la flauta con un grupo llamado Dragon's Playground, pero lo dejó antes de que este apareciera en el programa de televisión New Faces. Entre 1977 y 1980 fue la cantante principal de The Tourists, conocidos inicialmente como The Catch, un grupo de pop británico que supuso su primera colaboración con Dave Stewart.
La segunda colaboración de Lennox y Stewart fue el dúo de synth pop Eurythmics, durante los 80. La actuación de Lennox como cantante principal del grupo es el trabajo que más fama le ha aportado. Al principio de su recorrido con Eurythmics, Annie Lennox era conocida por su androginia, con su voz de alto, vistiendo trajes masculinos e incluso imitando a Elvis en una ocasión. Eurythmics publicó una larga lista de sencillos en los 80, entre los que cabe destacar «Sweet Dreams (Are Made of This)» (número uno en Estados Unidos y número dos en el Reino Unido), «Love Is a Stranger», «Here Comes the Rain Again», «Sisters Are Doin' It for Themselves», «Who's That Girl?», «Would I Lie To You?», «There Must Be an Angel (Playing with My Heart)», «Missionary Man», «You Have Placed a Chill in My Heart», «Thorn in My Side», «THe Miracle of Love» y «Don't Ask Me Why». Aunque los Eurythmics nunca se disolvieron oficialmente, Lennox marcó un claro distanciamiento de Stewart en 1990, tras el que empezó su carrera en solitario.

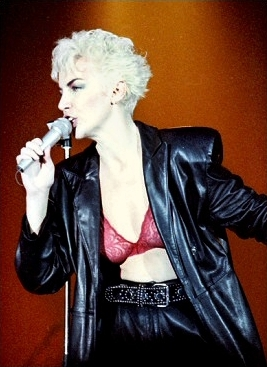
Annie Lennox cantando con Eurythmics en 1986.

El sencillo de 1988 «Put a Little Love in Your Heart» es un dueto con Al Green, grabado para la banda sonora de la película Los fantasmas atacan al jefe. Aunque producido por Dave Stewart, estaba acreditado a Lennox y Green. Este sencillo singular alcanzó la segunda posición en la lista US Adult Contemporary, la novena en el Billboard Hot 100 y fue un éxito de top 40 en el Reino Unido. Lennox interpretó la canción «Ev'ry Time We Say Goodbye», de Cole Porter, ese mismo año para un cameo en la película Eduardo II de Derek Jarman. Luego hizo una aparición con David Bowie y los miembros sobrevivientes de Queen en el Concierto homenaje a Freddie Mercury de 1992 en el Estadio de Wembley de Londres, interpretando «Under Pressure».
Lennox y Stewart convocaron de nuevo Euryhtmics a finales de los 90 con el álbum Peace, su primer álbum de material nuevo en diez años. Completaron una gira de conciertos posterior, cuyos beneficios fueron para Greenpeace y Amnistía Internacional. Lennox ha recibido ocho Premios Brit, más que cualquier otra artista femenina. Cuatro de esos premios le fueron otorgados durante su etapa con Eurythmics, y otro se le concedió al dúo por su sobresaliente contribución a la música en 1999.

### 1992–1993: Carrera en solitario yDiva
Lennox comenzó trabajando con el ex-protegido de Trevor Horn Stephen Lipson, empezando con su álbum debut en solitario de 1992, Diva. Fue un éxito comercial y crítico, alcanzando la primera posición en el Reino Unido, sexta posición en Alemania y vigésimo tercera posición en EE. UU., donde obtuvo doble platino. El perfil de Lennox se elevó por los sencillos de Diva, entre ellos «Why» y «Walking on Broken Glass». «Why» ganó el MTV Award al Mejor vídeo femenino en los MTV Video Music Awards 1992, mientras que el vídeo para «Walking on Broken Glass» ambientado en el periodo de la Regencia Británica, presentaba a los actores Hugh Laurie y John Malkovich. «Little Bird» también formó un lado A doble con «Love Song for a Vampire», una pista de la banda sonora para la película de 1992 de Francis Ford Coppola Drácula, de Bram Stoker. El lado B de su sencillo «Precious» fue una canción auto-escrita llamada «Step by Step», que fue posteriormente un éxito para Whitney Houston para la banda sonora de la película La mujer del predicador. La canción «Keep Young and Beautiful» se incluyó en el estreno en CD como un bonus track (el álbum original en vinilo tenía solo diez pistas).
El álbum entró en la lista de álbumes del Reino Unido en primera posición y desde entonces ha vendido más de 1,2 millones de copias solamente en el Reino Unido, siendo certificado con cuádruple platino. Fue también un éxito en los Estados Unidos donde fue un éxito de top 30 y ha vendido un exceso de 2 700 000 copias. En 1993, el álbum fue incluido en la lista de los «50 mejores álbumes de 1992» de revista Q. La revista Rolling Stone (25 de junio de 1992, pág. 41) describió el álbum como «...soul pop vanguardista» y está incluido en la lista de «Grabaciones esenciales de los 90» de Rolling Stone (13 de mayo de 1999, pág. 56). El álbum ganó el Mejor álbum británico en los Premios Brit de 1993.

### 1995–2000:Medusay regreso a Eurythmics
Aunque el perfil de Lennox disminuyó por un período de tiempo debido a su deseo de criar a sus dos hijas fuera de la mirada de los medios de comunicación, continuó grabando. Su segundo álbum, Medusa, se publicó en marzo de 1995. Consistía únicamente de versiones, todas ellas grabadas originalmente por artistas masculinos incluyendo a Bob Marley, The Clash y Neil Young. Entró en la lista de álbumes del Reino Unido en primera posición y alcanzó en EE. UU. la undécima posición, permaneciendo 60 semanas en la lista Billboard 200 y vendiendo más de 2 000 000 copias hasta la fecha en los Estados Unidos. Ha alcanzado estado de doble platino tanto en Reino Unido como en EE UU. El álbum produjo cuatro sencillos del Reino Unido: «No More "I Love You's"» (que entró en la lista de sencillos del Reino Unido en segunda posición, el mayor puesto en solitario de Lennox), «A Whiter Shade of Pale», «Waiting in Vain» y «Something So Right». Además, la canción «Don't Let It Bring You Down» apareció en la película American Beauty (1999). El álbum fue nominado al mejor álbum de pop vocal en los Premios Grammy de 1996, perdiendo ante Turbulent Indigo de Joni Mitchell. Sin embargo, Lennox ganó el Grammy a la mejor interpretación vocal pop femenina por el sencillo «No More "I Love You's"». Aunque Lennox declinó organizar una gira, interpretó un concierto a gran escala en el Central Park de Nueva York, que fue filmado y posteriormente publicado en formato de vídeo casero. Lennox brindó una extensa interpretación vocal solista (sin letras) para la banda sonora de la película Apolo 13 en 1995.
En 1997, Lennox regrabó la pista de Eurythmics «Angel» para el álbum tributo a Diana de Gales, y también grabó la canción «Mama» para el álbum de la banda sonora de Los vengadores. En 1998, siguiendo la muerte de un amigo en común (el antiguo miembro de Tourists Peet Coombes), se reunió con Dave Stewart. Tras su primera interpretación juntos en ocho años en una fiesta de una compañía discográfica, Stewart y Lennox comenzaron escribiendo y grabando juntos por primera vez desde 1989. De esto resultó el álbum Peace. El título fue diseñado para reflejar la preocupación permanente del dúo por el conflicto global y la paz mundial. La grabación se promovió con un concierto en el buque de Greenpeace Rainbow Warrior II, donde tocaron una mezcla de viejas y nuevas canciones. «I Saved the World Today» fue el sencillo principal, alcanzando la undécima posición en la UK Singles Chart. Otro sencillo, estrenado a principios de 2000, «17 Again» entró en el top 40 del Reino Unido, y encabezó la US dance chart. En 2002, recibió un Billboard Century Award, el espaldarazo más alto de la revista Billboard, con el editor jefe Timothy White describiéndola como una de «las más originales e inolvidablemente conmovedoras artistas en los anales modernos de la música popular.»

### 2003–2007:Barey trabajo en África

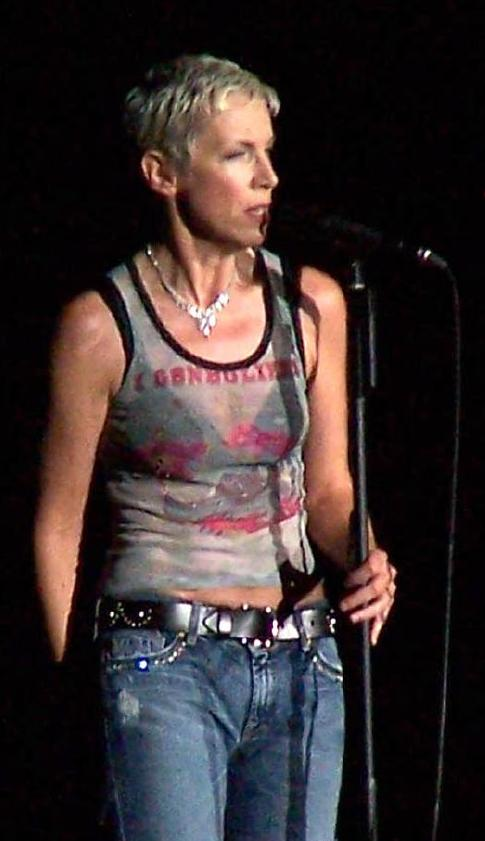
Lennox en 2004.

En 2003, Annie Lennox publicó su tercer álbum de estudio, Bare. El álbum alcanzó la tercera posición en el Reino Unido y la cuarta posición en los Estados Unidos – su álbum más alto en las listas de EE. UU. hasta la fecha. Se embarcó en su primera gira como solista para promocionar el álbum. La gira, simplemente titulada Solo Tour, pre-fechó la publicación del álbum y visitó tanto EE. UU. como Europa, con solo una parada de dos noches en el Reino Unido en el Teatro Saddler's Wells de Londres. El álbum ha sido certificado Oro tanto en el Reino Unido como en EE. UU. y fue nominado al mejor álbum de pop en los Premios Grammy de 2004. El álbum fue publicado con un DVD que incluía entrevistas y versiones acústicas de canciones de Lennox.
En 2004, Lennox ganó el Óscar a la mejor canción original por «Into the West» de la película El Señor de los Anillos: el retorno del Rey, la cual ella coescribió con el guionista Fran Walsh y el compositor Howard Shore. Lennox interpretó la canción en directo en los Premios Óscar de 2003. La canción también ganó un premio Grammy y un premio Globo de Oro. Ya había grabado previamente «Use Well the Days» para la película, que incorporaba un número de citas de Tolkien en su letra. Esta aparece en un DVD bonus incluido con la «edición especial» de la banda sonora en CD de la película. A mediados de 2004, Lennox se embarcó en una extensa gira norteamericana con Sting. En julio de 2005, Lennox interpretó en Live 8 en Hyde Park, junto con Madonna, Sting, y otros músicos populares.
En 2005, Lennox y Stewart colaboraron en dos nuevas canciones para su álbum recopilatorio de Eurythmics, Ultimate Collection, del cual se publicó «I've Got a Life» como un sencillo en octubre de 2005. El vídeo promocional para la canción presenta a Lennox y a Stewart interpretando en el presente, con imágenes de vídeos pasados de Eurythmics reproduciéndose en pantallas de televisión tras ellos. El sencillo alcanzó la decimocuarta posición en la UK Singles Chart y fue un éxito número uno Dance en EE UU. El 14 de noviembre de 2005, Sony BMG reempaquetó y publicó el catálogo previo de Eurythmics Reediciones Deluxe de 2005. Lennox también colaboró con Herbie Hancock realizando la canción «Hush, Hush, Hush» en su álbum colaborativo, Possibilities en agosto de 2005.

### 2007–2008:Songs of Mass Destructiony activismo contra el sida
Sale a la venta el 1 de octubre de 2007 editado por Sony BMG, incluye el himno feminista 'Sing', nacido del compromiso de Lennox con la fundación Nelson Mandela 46664 y con la Treatment Action Campaign (TAC), organizaciones que luchan a favor de los derechos humanos, la educación y la salud de los afectados por el virus VIH.
'Sing', uno de los temas ha reunido a 23 cantantes femeninas de todo el mundo, quienes hacen coros a la "diva" con la intención de reclamar la atención sobre la labor de estas organizaciones y recaudar fondos para las iniciativas del TAC. Entre estas artistas, además de Madonna, Céline Dion, Anastacia y Shakira, está el grupo vocal del TAC conocido como The Generics, cuyo álbum inspiró a Annie Lennox para componer esta canción.
Para este trabajo Lennox abandona a su habitual colaborador Steve Lipson para trabajar en Los Ángeles con el productor Glenn Ballard, conocido por sus grabaciones con Anastacia, Christina Aguilera, Shakira, Alanis Morissette o Aretha Franklin.
De la inquietud de 'Sing' en favor de los más necesitados, Annie Lennox ve la necesidad de tomar acción y crea Sing campaign, que plantea hacer conciencia ante la problemática del VIH Sida, recaudando fondos y previniendo la propagación de la enfermedad en niños y mujeres.

### 2008–2009:The Annie Lennox Collectiony salida de Sony
Terminando su contrato con Sony BMG, Lennox publicó el álbum recopilatorio The Annie Lennox Collection. Con estreno inicial en septiembre de 2008, la fecha de publicación fue pospuesta varios meses para permitir a Lennox recuperarse de una lesión de espalda. La compilación fue publicada finalmente en EE. UU. el 17 de febrero de 2009, y en el Reino Unido y Europa el 9 de marzo de 2009. En el álbum se incluían canciones de sus cuatro álbumes como solista, una de la banda sonora de Drácula de Bram Stoker y dos canciones nuevas. Una de estas es una versión del sencillo de Ash, «Shining Light». La otra es una versión de una canción de la banda inglesa Keane, originalmente el lado B de su primer sencillo del 2000. Lennox renombró la canción de su título original «Closer Now» a «Pattern of My Life». Una edición limitada de tres discos del álbum incluía una recopilación en DVD la mayoría de los vídeos en solitario de Lennox desde 1992, y también presentaba un segundo CD con canciones inéditas incluyendo una versión de «Everybody Hurts» de R.E.M. con Alicia Keys y la canción de Lennox ganadora del Óscar «Into the West» para la tercera película de El Señor de los Anillos. El álbum entró en la UK Album Chart en segunda posición y permaneció en el top 10 durante siete semanas.
El contrato de grabación de Lennox con Sony BMG concluyó con la publicación de Songs of Mass Destruction y el posterior álbum retrospectivo The Collection, y se habló mucho en la prensa a finales de 2007 y principios de 2008 acerca de la aparente hostilidad entre Lennox y la compañía discográfica. Lennox afirmó que durante un viaje a África en diciembre de 2007 para aparecer en la campaña 46664 en Johannesburgo, la oficina de la compañía regional de la firma no respondió las llamadas ni los correos electrónicos que les envió durante tres semanas, y que había fracasado completamente a la hora de promover el proyecto Sing según lo planeado. A su regreso al Reino Unido, Lennox se reunió con la cabeza de Sony BMG UK, Ged Docherty, que fue «mortificado» por los problemas que ella había encontrado con la sucursal sudafricana. No obstante, la debacle (en parte inflamada cuando la insatisfacción de Lennox con la oficina sudafricana se hizo pública en su blog) llevó a los reportes de prensa a indicar falsamente que ella estaba siendo despedida de Sony BMG. La misma compañía discográfica desmintió rápidamente el rumor alegando que el contrato de Lennox con ellos solamente se había cumplido y que esperaban que ella considerase permanecer con ellos. El tabloide británico, Daily Mirror, imprimió posteriormente una retractación de su historia acerca de ella siendo despedida por la firma.

### 2010–2013:El cuerno de la abundancia

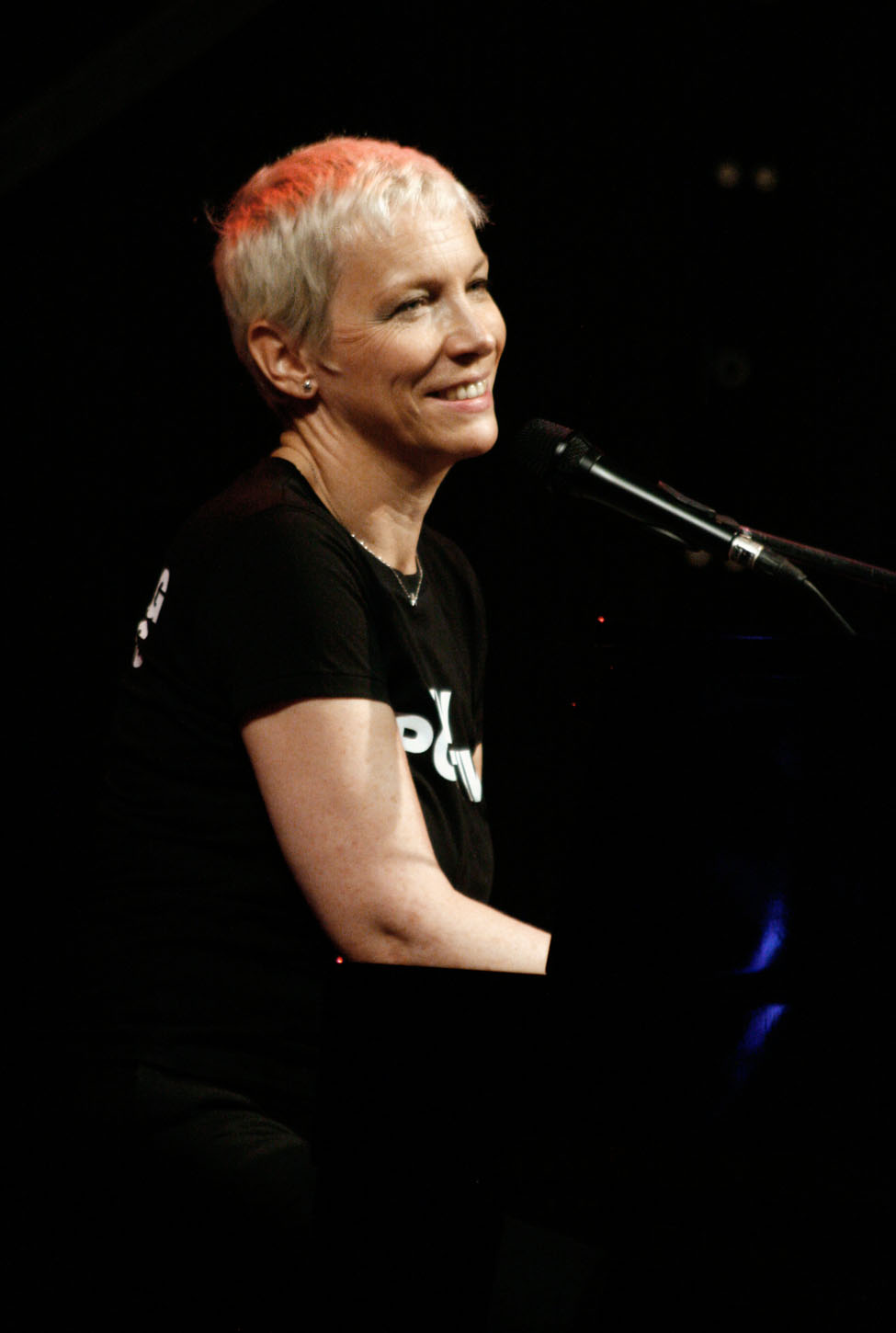
Lennox actuando en Vienna durante un acto de campaña The Sing Foundation en 2010

La vida de Annie Lennox ha estado marcada desde su nacimiento, haber nacido el día de Navidad le despertó un interés y la inquietud de hacer una compilación de cantos navideños en su particular estilo musical, por lo que a finales del año 2010, lanza un disco titulado "A Christmas Cornucopia" que incluye once villancicos populares entre los que se incluye «Silent Night» y la promoción del sencillo «God Rest Ye Merry Gentlemen» acompañados por un coro de niños del African Children's Choir y una pista original escrita por Lennox «Universal Child» .  Las ganancias de lo recaudado fueron a parar a su fundación que lucha contra la pandemia del VIH/Sida en niños y mujeres.
Annie Lennox hizo diversas apariciones en programas de televisión principalmente en Europa y los Estados Unidos, en ceremonias especiales de la temporada navideña, fue invitada para "Christmas in Washington" la fiesta navideña de la Casa Blanca que tuvo como anfitriones al entonces presidente Barack Obama y la primera dama Michelle Obama.
El día 31 de diciembre, Annie Lennox tuvo el privilegio de ser incluida en la lista de galardonados de la monarca de Inglaterra Isabel II para ser nombrada Oficial de la Orden del Imperio Británico «OBE» por su trabajo con la caridad y la lucha contra el sida y la pobreza en África, siendo ella embajadora para el desarrollo del grupo OXFAM y fundadora de la campaña SING. La distinción para Annie Lennox como Oficial de la Orden del Imperio Británico le fue entregada personalmente por la monarca del Reino Unido en junio de 2011.
En 2012 participó en el Jubileo de Diamante de Isabel II donde artistas de todo el mundo rindieron homenaje a la reina Isabel, tomó lugar los días 10, 11, 12 y 13 de mayo en los jardines privados del castillo de Windsor que se convirtieron en el escenario del espectáculo. Y el día 12 de agosto de 2012, también fue parte del elenco de artistas que participaron en la ceremonia de clausura de los Juegos Olímpicos de Londres 2012 donde cantó el tema remasterizado "Little Bird".

### 2014–2025:NostalgiayLepidoptera
En octubre de 2014, Lennox lanzó su sexto álbum en solitario, Nostalgia. El álbum es una colección de las canciones de soul, jazz y blues favoritas de Lennox. El crítico Mike Wass de Idolator dijo que Lennox "pone su propio toque inimitable" en las pistas seleccionadas. El primer sencillo "I Put a Spell on You" fue sonado por primera vez en radio el 15 de septiembre de 2014 por Ken Bruce en BBC Radio 2. Al momento de su lanzamiento, el álbum ingresó en el Top 10 de Reino Unido y los Estados Unidos, y alcanzó el número uno en la lista de álbumes de jazz de Billboard. El álbum fue nominado para un Premio Grammy por Mejor Álbum Vocal Pop Tradicional. El 28 de enero de 2015, Lennox realizó un concierto en vivo en el Orpheum Theatre de Los Ángeles titulado An Evening of Nostalgia with Annie Lennox. El programa se emitió en PBS en los EE. UU. En abril de 2015 y se lanzó en DVD y Blu-ray a nivel internacional en mayo de 2015.
En 2015, Lennox y Dave Stewart volvieron a tocar como dúo para The Night That Changed America: A Grammy Salute To The Beatles (La noche que cambió a Estados Unidos: Un saludo del Grammy a The Beatles). El evento fue en vivo y se llevó a cabo en el Centro de Convenciones de Los Ángeles  el 27 de enero, al día siguiente de la ceremonia de los premios Grammy. Eurythmics homenajeó a The Beatles con la canción "A Fool on the Hill" y fueron ovacionados de pie por toda la audiencia.
En 2017, el Salón de la Fama del Rock and Roll anunció a sus 19 artistas nominados para ser inducidos en el apreciada lista, sin embargo no fue hasta 2022 cuando Lennox y Stewart consiguieron entrar como parte de Eurythmics. Durante este lapso Annie Lennox y Dave Stewart tuvieron un reencuentro en Los Ángeles, que sirvió para posicionarse ante los medios por su nominación y recapitular de viva voz la historia del grupo y el anuncio de la remasterización y lanzamiento de todo el catálogo discográfico en formato vinil incluyendo por primera vez el álbum "Peace" de 1999. Con el Catálogo LP de Eurythmics, también siguió un arduo trabajo de reedición digital de los vídeos de Eurythmics que adquirieron una mayor calidad especialmente para la plataforma de Youtube.
Annie Lennox sin aviso previo, publicó un nuevo disco en 2019, un EP titulado: Lepidoptera, un disco completamente instrumental a piano, con 4 canciones inéditas, todas interpretadas por la misma Lennox. Este material tiene una duración exacta de 34 minutos y coincide con la inauguración de la exposición artística de Lennox, “Now I Let You Go…”, que se exhibe en el MASS MoCA (Massachusetts, North Adams Museum of Contemporary Art).
| "Mi esperanza para este álbum es que quién oiga esta música ambiental se calme (...) este es un mundo que se está volviendo exponencialmente más agitado y bombardeado por la sobrecarga sónica". —Lennox |

Lepidoptera  fue acogido con críticas positivas, la música que integra "Lepidoptera"’ permite fincar un contexto para la exposición que se compone de una colección de “cientos de objetos, cuadros y memorabilia de su carrera, que ha logrado hacerse de ellos a lo largo de sus más de 30 años de trayectoria”, de acuerdo al sitio web, MASS MoCA. El álbum, es un hito para la carrera de Lennox, son canciones que no tienen una participación vocal de la cantante, es decir, sin letras, logrando así piezas ambientales que se escuchan en calma y sintonía, hasta que evolucionan a un ritmo de armonía.

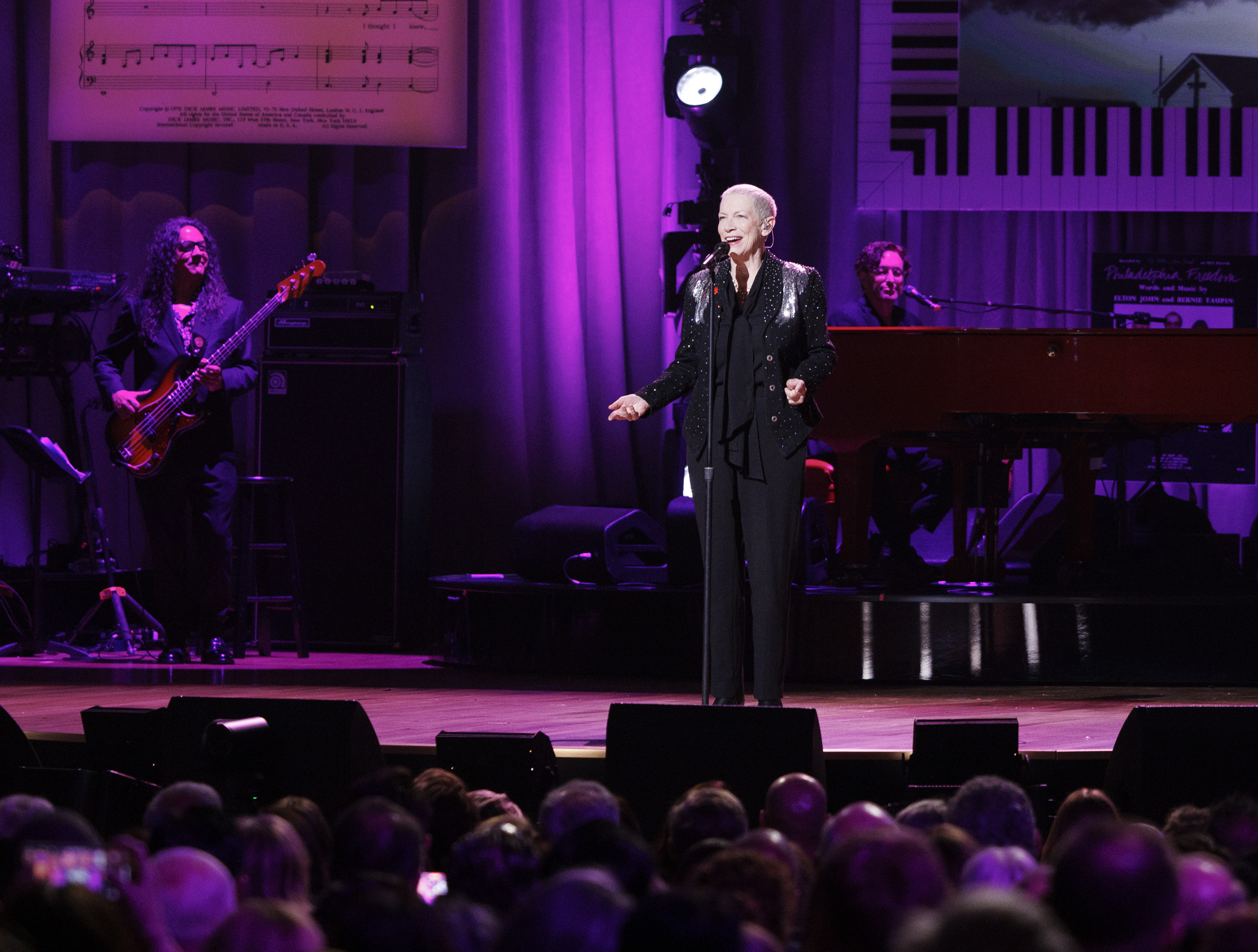
Lennox actuando en marzo de 2024.

En 2024, actuó en el concierto tributo del Premio Gershwin a la Canción Popular en Washington D. C. para honrar tanto a Elton John como a Bernie Taupin.  En marzo de 2025, Lennox ofreció su primera actuación en directo en seis años en el Royal Albert Hall. El espectáculo, titulado «Hermanas: Annie Lennox y amigas», se organizó para celebrar el Día Internacional de la Mujer. Durante la actuación, Lennox estuvo acompañada por destacadas artistas femeninas, como Rioghnach Connolly, Celeste y Nadine Shah.

## Vida personal
Lennox es agnóstica y feminista. Lennox se hizo vegetariana a los 29.
Lennox ha estado casada tres veces. Ella y Dave Stewart estuvieron en una relación durante tres años a finales de la década de 1970, antes de formar la banda de música Eurythmics, aunque nunca llegaron a casarse.
Su primer matrimonio, de 1984 a 1985, fue con el alemán devoto Hare Krishna Radha Raman. De 1988 a 2000, Lennox estuvo casada con el productor discográfico y cinematográfico israelí Uri Fruchtmann y vivieron en The Grove, Highgate. La pareja tiene dos hijas, Lola y Tali.
Mientras recaudaba fondos para una campaña en 2009, Lennox conoció a Mitch Besser, médico ginecólogo quien había iniciado una organización benéfica contra el VIH/sida en África. El 15 de septiembre de 2012, Lennox se casó con Besser en una ceremonia privada en Londres. La boda tuvo lugar a bordo de una embarcación en el río Támesis en la que estuvieron presentes amigos y la familia.

## Obra

### Estilo e influencias
Lennox ha mencionado en algunas entrevistas que artistas como Joni Mitchell, Aretha Franklin, Stevie Wonder, Tina Turner, Sinéad O'Connor  o Dusty Springfield; fueron importantes para fuente de inspiración y para el desarrollo de su carrera musical, tanto con Eurythmics como en solitario. Su estilo musical ha sido descrito entre música pop, new wave, soul o jazz.

### Imagen

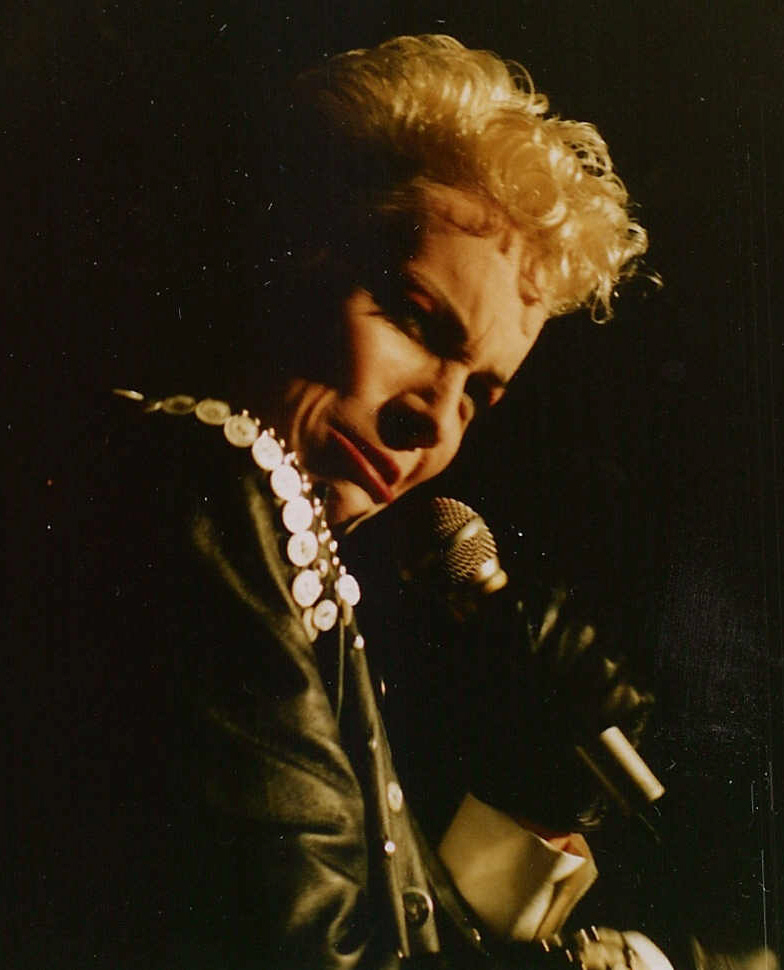
Lennox en concierto en 1987

Conocida por su aspecto andrógino en la década de 1980, visto por primera vez en el vídeo musical de 1983 de "Sweet Dreams (Are Made of This)", donde tenía el pelo muy corto de color naranja y vestía un traje de hombre blandiendo un bastón. La BBC escribió que "todos los ojos estaban puestos en Annie Lennox, la cantante cuya poderosa mirada andrógina desafiaba la mirada masculina". Lennox fue vista como la versión femenina de Boy George apareciendo juntos en la portada de la revista musical británica, Smash Hits, en diciembre de 1983. A esto le siguió la revista Newsweek de Estados Unidos, que publicó un número en el que aparecían Lennox y George en la portada de su edición del 23 de enero de 1984 con el título "Gran Bretaña sacude a Estados Unidos: otra vez, marcando la segunda invasión británica". Su imagen de "género fluido" también fue explorada en otros videos de Eurythmics como "Love Is a Stranger" y "Who's That Girl?" y se hizo pasar por Elvis Presley en los premios Grammy de 1984. Además, la revista The Advocate escribió: "su distintiva voz y su provocativa personalidad escénica convertieron a Lennox en un ícono gay desde hace mucho tiempo".

### Videos musicales
Tanto como parte de Eurythmics como en su carrera en solitario, Lennox ha realizado más de 60 vídeos promocionales musicales. El álbum de Eurythmics de 1987 Savage y su álbum en solitario de 1992 Diva fueron acompañados por álbumes de vídeo, ambos dirigidos por Sophie Muller. El vídeo musical de "Missionary Man" incluía técnicas de animación stop y recibió cinco nominaciones en los MTV Video Music Awards de 1987 .
Los actores Hugh Laurie y John Malkovich aparecieron en el video musical de "Walking on Broken Glass" con trajes de época, mientras que el video para "Little Bird" rindió homenaje a las diferentes imágenes y personajes que han aparecido en algunos de los videos anteriores de Lennox. El clip presenta a Lennox actuando en escenario con varios dobles (hombres y mujeres) que representan sus personajes de "Why", "Walking on Broken Glass", "Sweet Dreams", "Beethoven (I Love To Listen To) ", e incluso su imagen escénica del Concierto tributo a Freddie Mercury de 1992.

## Filantropía y activismo
Lennox apareció en el escenario en el concierto del 70 cumpleaños de Nelson Mandela en 1988 y posteriormente comenzó a trabajar como activista con la Fundación Sing.

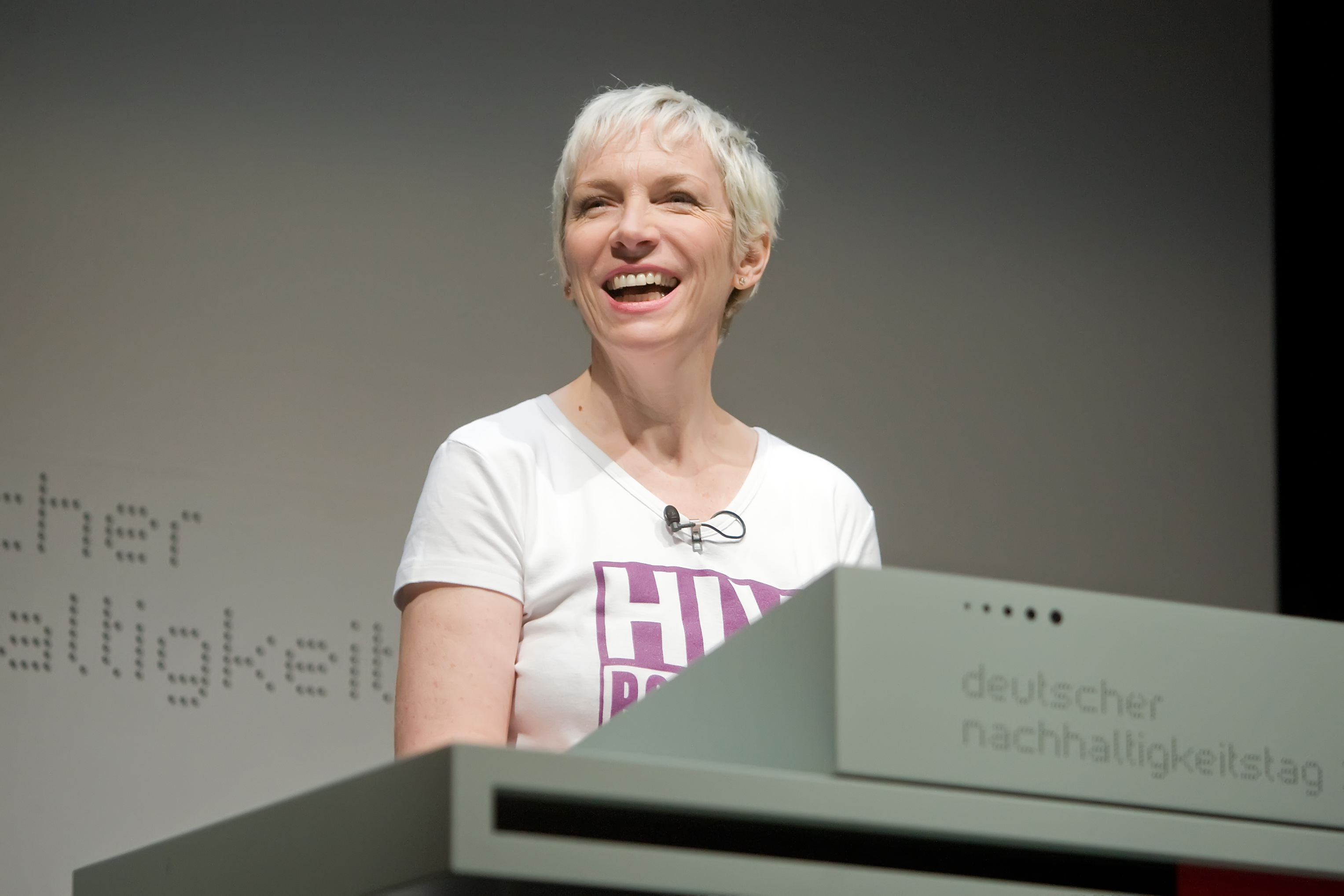
Lennox en una conferencia contra el VIH en Alemania en el Día Mundial de la Lucha contra el Sida en 2008

En 1990, Lennox grabó una versión de "Ev'ry Time We Say Goodbye" de Cole Porter  para el álbum tributo Red Hot + Blue, en beneficio para la concientización sobre el sida. Lennox ha apoyado públicamente a Amnistía Internacional y Greenpeace durante muchos años, y ella y Dave Stewart donaron todas las ganancias de la Fira Peacetour de 1999 de Eurythmics a ambas organizaciones benéficas. Preocupada por la libertad del Tíbet, apoyó las campañas de Amnistía Internacional para la liberación de los prisioneros tibetanos Palden Gyatso y Ngawang Choephel.
En 2003, Lennox fue activista en la campaña "No a la guerra contra Irak" iniciada en ese mismo año, su álbum Songs of Mass Destruction  y su interpretación de "Dark Road" fueron profundamente críticas con la guerra. En 2006, en respuesta a su trabajo humanitario, Lennox se convirtió en patrocinadora del Curso de Maestría en Práctica Humanitaria y de Desarrollo de la Universidad Oxford Brookes. El 25 de abril de 2007, Lennox interpretó "Bridge over Troubled Water" durante la campaña de recaudación de fondos "Idol Gives Back" del programa de televisión American Idol. En diciembre de 2007, Lennox estableció The SING Campaign, una organización dedicada a recaudar fondos y crear conciencia para mujeres y niños afectados por el VIH y el sida.

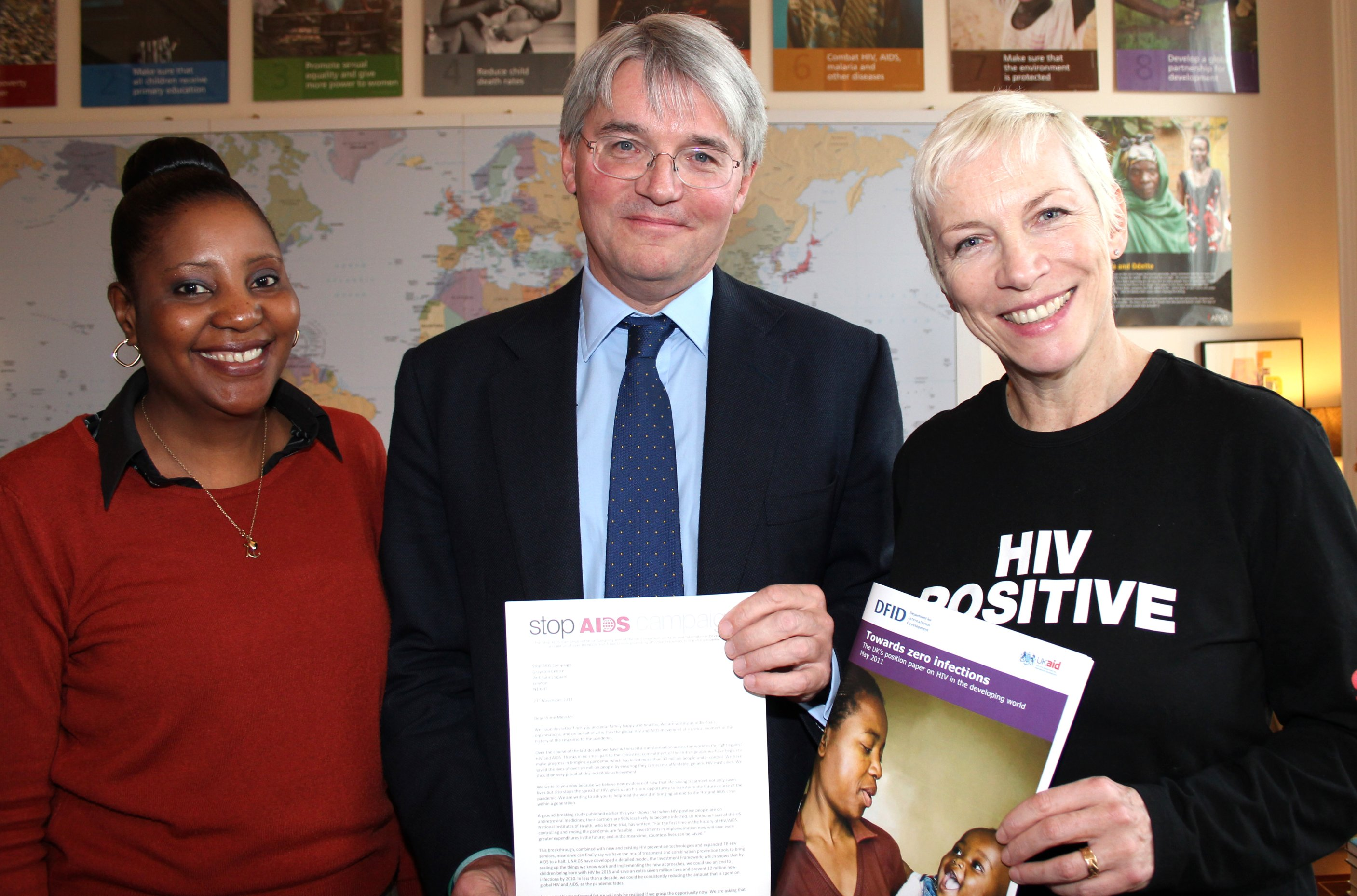
Activista contra el VIH en Reino Unido, Memory Sachikonye (izquierda) y Lennox (derecha) reunidas con Andrew Mitchell (centro) en diciembre de 2011

Lennox inauguró el Festival de Política de Edimburgo de 2009 con un comentario sobre el enfoque del Papa Benedicto XVI para la prevención del VIH/sida en África. Dijo que la denuncia del Papa sobre los condones en su reciente gira por África había causado "un daño tremendo" y criticó a la Iglesia Católica Romana por causar una confusión generalizada en el continente. Lennox también condenó la obsesión de los medios con la "cultura de las celebridades" para mantener la pandemia del sida fuera del primer plano. Durante su discurso, Lennox usó una camiseta adornada con las palabras "VIH positivo".
En noviembre de 2009, Lennox recibió el Premio de la Cumbre de la Paz 2009 de la Cumbre Mundial de Premios Nobel de la Paz por su compromiso en la lucha contra la pandemia del VIH en Sudáfrica. En junio de 2010, fue nombrada Embajadora de Buena Voluntad de la UNESCO para el sida, función que continúa desde agosto de 2013. Lennox también trabaja con otras organizaciones como Oxfam, Amnistía Internacional y la Cruz Roja Británica en relación con el tema.
Lennox firmó la carta abierta de Artists4Ceasefire de octubre de 2023, en la que pedía un alto el fuego durante el bombardeo israelí de Gaza. Ese año, se convirtió en la mecenas de Dalcroze UK, una organización benéfica que promueve Dalcroze Eurhythmics, el enfoque de la educación musical que inspiró el nombre de la banda, Eurythmics. Durante los incendios forestales de California de 2025 en enero, Lennox se ofreció como voluntario para colaborar con una organización benéfica local con sede en Los Ángeles, Project Angel Food, para entregar alimentos en medio de los esfuerzos de socorro.

## Premios y distinciones

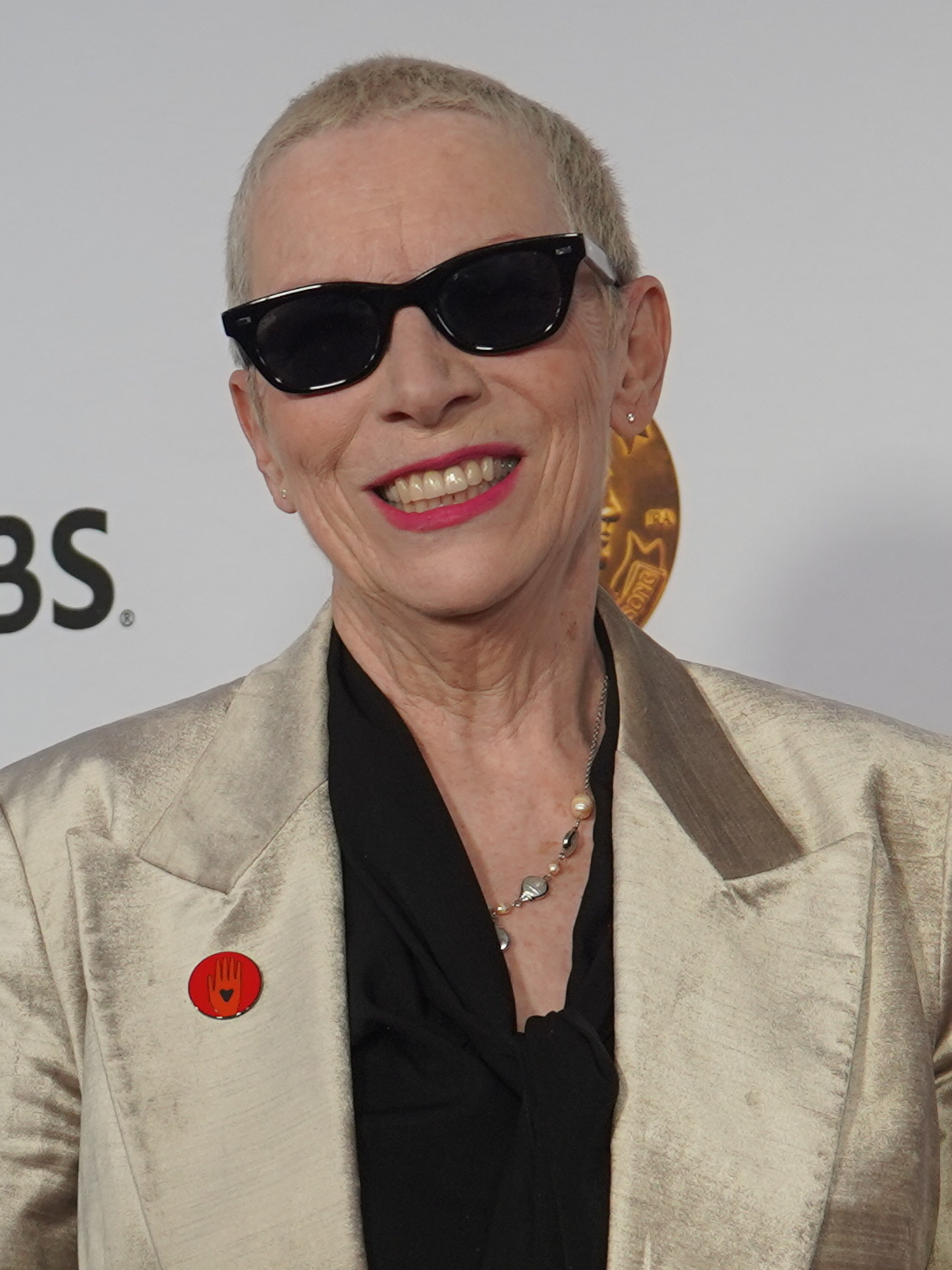
Lennox en la entrega de premios de 2024 de Gershwin Prize

Lennox, ha sido nombrada "La mejor cantante viva de soul blanco" por la revista VH1 y una de las 100 mejores cantantes de todos los tiempos por la revista Rolling Stone. En 2012, ocupó el puesto 22 en la "lista de las 100 mujeres más grandes de la música de VH1". En junio de 2013, la lista Official Charts Company la llamó "la artista británica de mayor éxito en la historia de la música del Reino Unido". En junio de 2008, incluido su trabajo con Eurythmics, Lennox había vendido más de 80 millones de discos en todo el mundo.
En cuanto a sus premios musicales, incluyen un Premios Óscar a mejor Canción Original, y un Premio Globo de Oro a la mejor canción por «Into the West» de la película, El Señor de los Anillos: El Retorno del Rey. Además, Lennox obtiene el récord en los Premios Brit como la artista británica que mayor veces ha ganado el galardón «Mejor Artista Femenina Británica».  También, ha recibido hasta cinco Premios Grammy y un premio MTV Music Video.

## Discografía
| Con Eurythmics - In the Garden (1981) - Sweet Dreams (Are Made of This) (1983) - Touch (1983) - 1984 (For The Love of Big Brother) (1984) - Be Yourself Tonight (1985) - Revenge (1986) - Savage (1987) - We Too Are One (1989) - Peace (1999) | En solitario - Diva (1992) - Bare (2003) - Songs of Mass Destruction (2007) - Nostalgia (2014) - Lepidoptera (2019) - Medusa (1995) - A Christmas Cornucopia (2010) - The Annie Lennox Collection (2009) |

## Giras y conciertos
Con Eurythmics
- Sweet Dreams Tour (1983)
- Touch Tour (1983–1984)
- Revenge Tour (1986–1987)
- Revival Tour (1989–1990)
- Peace Tour (1999)

Compartidas
- Sacred Loved Tour (2004) (junto a Sting)[112][113]